# Zinedine
Zinedine är den svenske musikern Henrik Venants andra musikalbum som soloartist, och gavs ut 2004 på skivbolaget Heartwork.

## Låtlista
1. Jerez
2. 2002–2003
3. Osyn
4. Ramalama
5. Zinedine
6. Fröken Zombie
7. Det gröna fettet
8. Musick 01